# Amazzoni (DC Comics)
Le Amazzoni della DC Comics sono una società immaginaria super umana tutta al femminile, basata sulle Amazzoni della mitologia greca. Ci furono numerose incarnazioni di queste Amazzoni, incluse le descrizioni originali di William Moulton Marston, le descrizioni aggiornate di Robert Kanigher (evidenziate dal cambiamento dei capelli di Ippolita da neri a biondi), il lavoro successivo di George Pérez, dopo la Crisi, e i cambiamenti successivi alla Crisi infinita e a The New 52. Ciò che questi gruppi hanno in comune è che sono tutte il popolo da cui deriva la supereroina della DC Comics Wonder Woman.

## Origini
Le Amazzoni dell'Isola Paradiso furono create per la prima volta da William Moulton Marston come parte della storia delle origini della sua creazione, Wonder Woman. Queste Amazzoni erano una razza di super donne immortali che vivevano sulla magica Isola Paradiso. Favorite da Afrodite, la dea dell'Amore, le Amazzoni vissero in pace per secoli, rimanendo magicamente celate al mondo intero. La più giovane e potente di loro, la Principessa Diana, lasciò la sua nazione e le sue consorelle per combattere le forze del male nel Mondo degli Uomini divenendo così conosciuta con l'iconico alias di Wonder Woman.

## Storia

### Pre-Crisi
Nei giorni dell'antica Grecia, numerosi secoli fa, le Amazzoni governavano sulla più prospera ed avanzata nazione dell'epoca. Qui era il gentil sesso a ricoprire ogni singola carica statale e/o pubblica. Sfortunatamente un giorno Ercole, indispettito oltremodo da insulti puerili riversatogli contro, i quali vedevano come oggetto di scherno la sua ipotetica impossibilità di conquistare Themyscira e perciò di sostenere un qualsiasi tipo di confronto con le Amazzoni, selezionò personalmente tutti guerrieri più forti e feroci sui quali riuscì a mettere le mani e si riversò sulla costa della fiorente nazione. La regina Amazzone Ippolita, si scontrò personalmente con Ercole in battaglia, forte della Cintura Magica di Afrodite; un amuleto magico il quale la rendeva immune a qualsiasi tipo di sconfitta. Ippolita infatti vinse ma il semi-dio, con inganno ed astuzia, riuscì a sottrarre il magico artefatto ribaltando così le sorti appena affermate dello scontro. Le Amazzoni furono ridotte in schiavitù, Afrodite adirata con Ippolita per aver mostrato una tale ingenuità, non prestò aiuto alcuno. Del tempo passò e le Amazzoni, ed Ippolita adirata della perversione umana si appellò nuovamente alla dea Afrodite. Questa volta la dea ascoltò, e promise il suo intervento ad Ippolita, aiutandola a riconquistare la Cintura. Non ci volle molto perché le Amazzoni capovolgessero nuovamente la situazione; rubando le imbarcazioni dell'invasore, salparono per una nuova terra, secondo consiglio di Afrodite. La dea decretò anche che da allora l'abbigliamento obbligatorio per ogni amazzone avrebbe dovuto comprendere due pesanti bracciali, analoghi a quelli utilizzati dai loro aguzzini per sottometterle durante l'occupazione. Lo scopo ? Un memento, al fine di non dimenticare e per impedire la collisione tra il loro nuovo paradiso terrestre ed il sudicio ed irredimibile mondo "degli uomini".

### Isola Paradiso
E così, dopo aver passato in acqua molti giorni e molte notti, le Amazzoni scoprirono l'Isola Paradiso e vi si stabilirono permanentemente. Con il suo suolo fertile, la sua meravigliosa vegetazione e vaste risorse naturali, non ci fu alcun bisogno, nessuna malattia, nessun odio, e nessuna guerra. E finché le Amazzoni fossero rimaste sull'Isola Paradiso e Ippolita avesse tenuto con sé la cintura magica, avrebbero ottenuto la vita eterna - a meno che non avessero permesso a loro stesse di venire fuorviate dagli uomini.

### La Sfera Magica
Appena dopo che le Amazzoni conquistarono gli Herculeani e partirono per mare al fine di raggiungere la loro isola, Atena, la dea della saggezza, diede loro la Sfera Magica. Attraverso questo dispositivo, Ippolita era in grado di assistere agli eventi nel Mondo degli Uomini dal presente al passato - e qualche volta riuscì a prevedere il futuro. Con la visione del futuro visto nella Sfera Magica, le Amazzoni sarebbero state in grado di superare di gran lunga le invenzioni della civiltà degli uomini. Non solo le Amazzoni erano più forti e più sagge, ma le loro armi erano più avanzate, e le loro macchine volanti più veloci.

### Post-Crisi
A metà degli anni ottanta ebbe luogo l'evento noto come Crisi sulle Terre infinite in cui tutti i fumetti nell'Universo DC cessarono di esistere e ricominciarono con nuove origini. Quando accadde ciò, fu spiegato che le Amazzoni furono create dalla dea Artemide dalle anime di donne che morirono per mano degli uomini, e a cui furono donati dei corpi nuovi e più forti, creati dalla creta e tramutati in carne e sangue. Queste Amazzoni, come le loro versioni pre-Crisi, fuggirono ad Ercole e ai suoi uomini verso un'isola protetta magica e isolata, questa volta chiamata Themyscira, come la città perduta capitale della terra natia delle Amazzoni. In questa nuova terra, furono loro donate bellezza e giovinezza eterna. Alcune Amazzoni scelsero di rimanere indietro, tuttavia, e, senza l'immortalità, formarono la nazione nascosta di Bana-Mighdall Storie con le Amazzoni come protagoniste comparvero in un inserto in Wonder Woman vol. 2 n. 18 (luglio 1988) e n. 26 (gennaio 1989).

### Crisi infinita
A causa del fallimento percepito da Wonder Woman come ambasciatrice nel mondo degli uomini, Themyscira e le Amazzoni furono rimosse dal reame della Terra dagli dei ateniani.

### Amazons Attack!
Le Amazzoni, ritornate e guidate da Ippolita, ora resuscitata, invasero Washington.

### Flashpoint
Negli eventi di cambio di realtà di Flashpoint, le Amazzoni furono in guerra con gli Atlantidei nell'Europa dell'Est, dopo che Ippolita fu assassinata da un'Amazzone travestita da Atlantideo durante il matrimonio tra Diana e Aquaman, facendo diventare Diana la nuova Regina. Si impadronirono dell'Inghilterra, uccidendo però 12 milioni di persone. Molte supereroine furono mostrate al loro fianco, e fu rivelato da Ocean Master che dietro tutto questo caos vi era la zia di Diana.

### New 52
Dopo il rinnovamento della storia dell'Universo DC alla fine di Flashpoint, la storia delle Amazzoni fu rivista nuovamente. Themyscira ora era chiamata Isola Paradiso proprio come prima della Crisi sulle Terre Infinite. Ippolita ora porta i capelli biondi ed è la madre biologica di Diana, e il suo padre biologico è Zeus. Ippolita inventò la storia di "aver creato Diana dalla creta" al fine di proteggerla dall'ira della moglie di Zeus, Era
.

## Raggio Viola
Il Raggio Viola è un dispositivo di guarigione semi-mistico utilizzato dalle Amazzoni. Nella continuità pre-Crisi, fu inventato dalla stessa Diana. Fu anche utilizzato per altri scopi, come donare i poteri a Wonder Girl, e come arma.

## Nomi delle Amazzoni

### Pre-Crisi
- Regina Ippolita - Regina delle Amazzoni
- Principessa Diana - Wonder Woman
- Principessa Donna
- Althea[5]
- Antiope - Sorella della Regina Ippolita e pianificatrice del colpo di stato[6]
- Artemide - La prima Wonder Woman.[7]
- Atalanta - Regina delle Amazzoni del Fiume Perduto
- Fatsis[5]
- Mala
- Nubia
- Orana
- Paula
- Pentasilea - Prima Regina delle Amazzoni di Terra-Uno
- Sofia Constantinas

### Post-Crisi
- Regina Hippolyta - Regina delle Amazzoni
- Principessa Diana - Figlia della Regina Ippolita e Principessa delle Amazzoni
- Principessa Donna
- Aella - Una falconiera e guardia reale Amazzone
- Artemide di Bana-Mighdall
- Clio - Scribacchina Amazzone
- Cassandra Sandsmark
- Epione - Guaritrice capo delle Amazzoni
- Euboea - Una campionessa nuotatrice e amica di Diana
- Faruka - Un'Amazzone con una benda sull'occhio[8]
- Grace Choi
- Hellene
- Io - L'Amazzone Signora delle Armi con una cotta per Diana
- Ipthime - Architetto e scultrice delle Amazzoni
- Mala - Un'Amazzone amica d'infanzia di Diana
- Melia
- Menalippe - Oracolo delle Amazzoni
- Mercy Graves
- Mnenosyne - La storica delle Amazzoni
- Nubia - Amazzone e guardiana del Portale del Destino
- Orithia
- Pallas - Maniscalco delle Amazzoni
- Penelope - Archivista delle Amazzoni
- Penthesilea - Un'Amazzone leale alla Regina Ippolita[8]
- Philippus - Generale d'Armata e successivamente cancelliere delle Amazzoni
- Polycasta
- Pythia - Mentore spirituale di Julia Kapatelis
- Tender Mercy - Una super criminale Amazzone e assistente del Dottor Impossible
- Timandra - Una storica Amazzone
- Venelia

### New 52
- Regina Ippolita - Regina delle Amazzoni.
- Principessa Diana - Figlia della Regina Ippolita e Principessa delle Amazzoni.
- Aleka -
- Daphne -
- Demi -
- Dessa -

## In altri media

### Televisione
- Le Amazzoni comparvero in numerosi episodi delle serie animate Justice League e Justice League Unlimited. Comparvero in un ruolo prominente nell'episodio diviso in due parti "Un mistero di nome Aresia/Supremazia femminile", dove un'Amazzone criminale, Aresia, tentò di diffondere una piaga che avrebbe ucciso ogni singolo uomo sulla Terra. Le Amazzoni comparvero anche negli episodi "Origini segrete" e "Il paradiso perduto", così come nell'episodio "Verso il caos" di Justice League Unlimited.
- Le Amazzoni comparvero brevemente nell'episodio "Triumvirate of Terror!" della serie animata Batman: The Brave and the Bold, in cui fu tenuto un torneo sull'Isola Paradiso dalla Regina Ippolita. Il Joker si infiltrò sull'Isola travestito da donna, e vinse il torneo utilizzando il suo gas esilarante (lo Smilex) per avvelenare tutte le Amazzoni presenti nell'arena.

### Film
- Le Amazzoni compaiono nei film animati Wonder Woman e Superman/Batman: Apocalypse.

### Video giochi
- Le Amazzoni comparvero in numerose scene tagliate in Mortal Kombat vs. DC Universe, così come Wonder Woman comparve alla fine del gioco. Nella storia del gioco, furono mostrate mentre difendevano l'Isola Paradiso dopo che Shang Tsung e i suoi guerrieri Tarkatan la invasero.
- Le Amazzoni comparvero nel videogioco web DC Universe Online. A parte Wonder Woman, Io, Mala, e Clio sono le uniche Amazzoni note tratte dai fumetti che comparvero in questo gioco. Wonder Woman radunò le Amazzoni per combattere l'armata di Bestiamorfi di Circe a Metropolis. Le guerriere Amazzoni a piedi consisterono di Amazzoni Oplite Minori, Amazzoni Oplite Maggiori, Amazzoni Oplite Portalance, Arcieri Amazzoni Minori, Arceri Amazzoni Maggiori, Amazzoni Panarchos, e Statue Incantate.